# Agia Galini

Agía Galíni

Agia Galini (griechisch Αγία Γαλήνη (f. sg.)) ist ein Hafenort am Golf von Messara, 24 Kilometer südöstlich von Spili auf der griechischen Insel Kreta.  Der Ort gehört zu den größten Ferienorten an der Südküste Kretas. Das kompakte Ortsbild mit seinen vom Hafenplatz den Hang hinauf gestaffelten Häusern gilt als eines der schönsten Kretas.

## Geographie

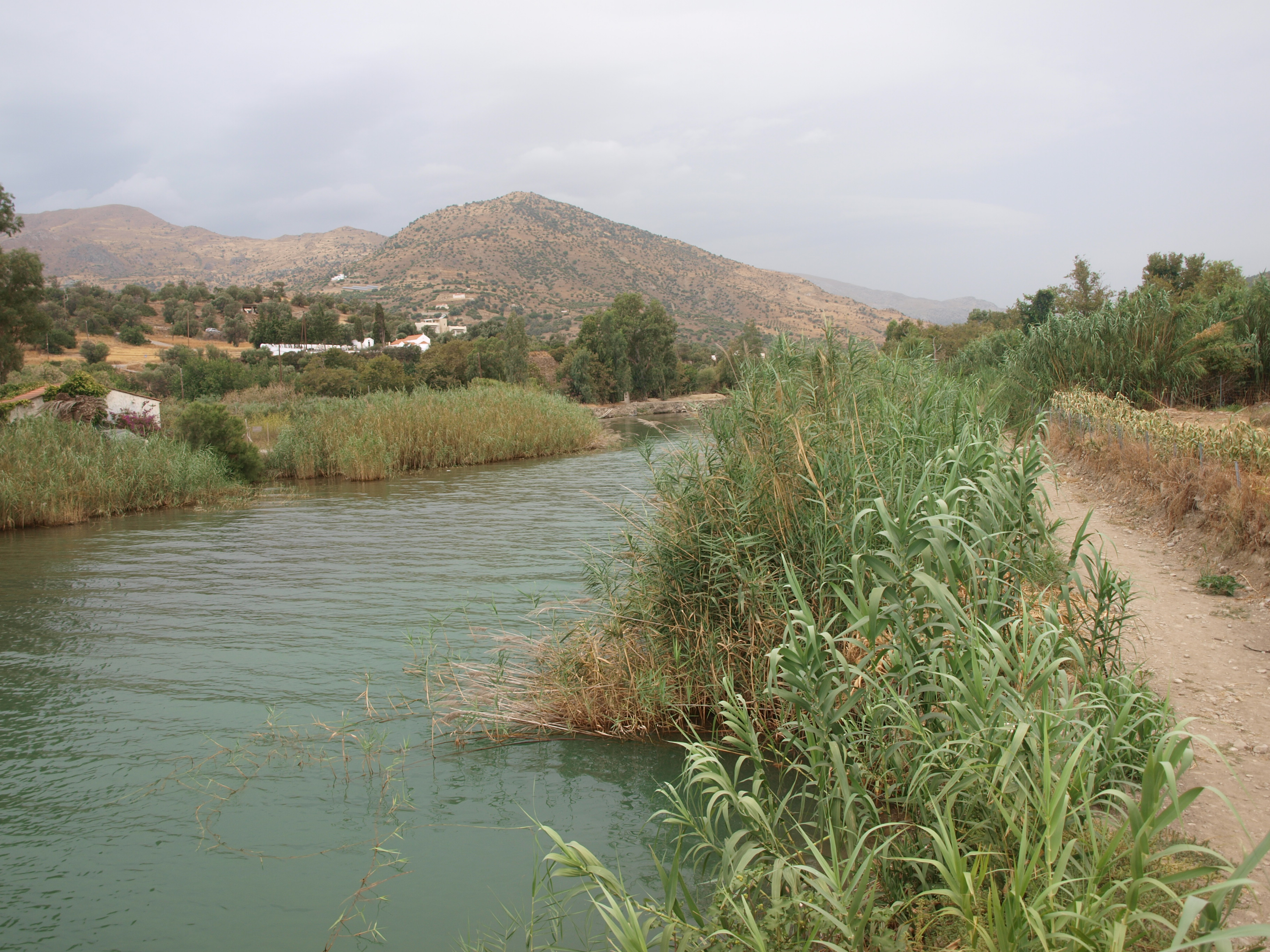
Der Fluss Platis liegt östlich von Agia Galini

Agia Galini liegt im Süden von Kreta am Libyschen Meer. Ortschaften in der Nähe sind Melambes, Kria Vrisi und Agios Pavlos. Zusammen mit dem Dorf Xirokambos bildet der Hafenort eine Ortsgemeinschaft in der Gemeinde Agios Vasilios. Östlich von Agia Galini mündet der Fluss Platis ins Libysche Meer. Der Küste vorgelagert sind die beiden unbewohnten Paximadia-Inseln (deutsch Zwieback-Inseln).

## Name und Geschichte

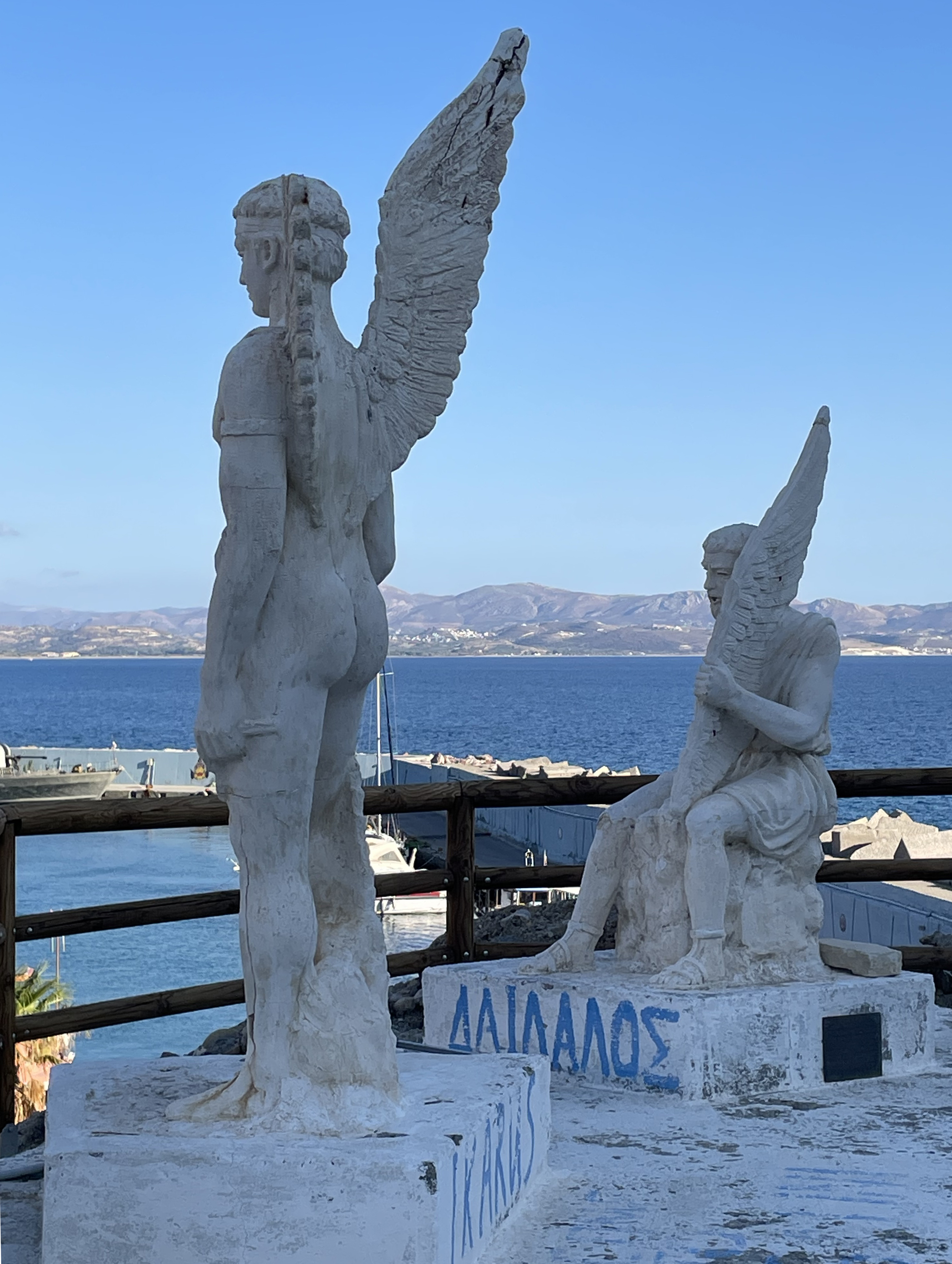
Daidalos und Ikaros über dem Hafen

Der Name Agia Galini (deutsch Heilige Galini) wird mit der Heiligen Galini in Verbindung gebracht, die im 3. Jahrhundert n. Chr. in Korinth den Märtyrertod starb.
Nach der kretischen Mythologie war Agia Galini der Ort, an dem Daidalos mit seinem Sohn Ikaros die Flucht aus der Gefangenschaft von König Minos gelang.
Unweit des heutigen Hafens soll der Hafen der minoischen Siedlung Soulia gelegen haben, Ausgrabungen brachten  hierzu nur wenige Zeugnisse zutage. Aus einem Schiffswrack vor Agia Galini bargen Taucher mehrere antike Bronzestatuetten, die heute im Archäologischen Museum von Rhetymno ausgestellt werden.
Dauerhaft bewohnt  wird Agia Galini seit 1884. In den darauf folgenden Jahren erlangte der Hafen eine Bedeutung für den Umschlag von Olivenöl, wofür eigens eine Zollstation eingerichtet wurde. Bis zur Mitte des 20. Jahrhunderts blieb es ein Fischer- und Hafenort mit wenigen Dutzend Häusern. Anfang der 1970er-Jahre wurde der Ort das Ziel von jungen Rucksacktouristen aus aller Welt.

## Wirtschaft

### Tourismus

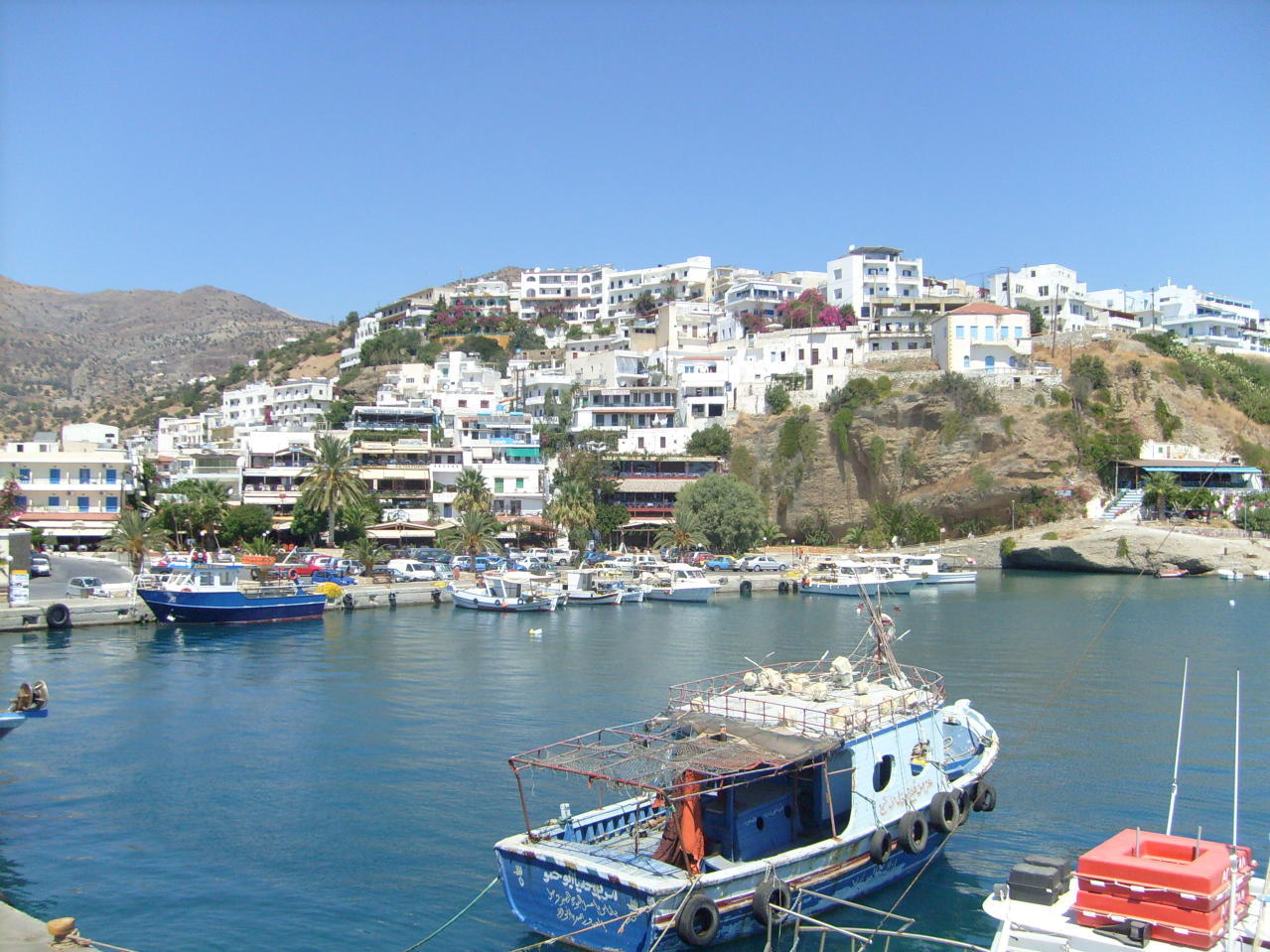
Agia Galini von der Hafenmauer aus

Dank der malerischen Lage hat sich Agia Galini ab Ende der 1970er- und in den 1980er-Jahren von einem kleinen Fischerdorf neben Paleochora und Matala zu einem der größten Ferienorte an der Südküste entwickelt. Der Fischfang spielt nur noch eine untergeordnete Rolle. Während in den ersten Jahren ausschließlich Individualreisende den Ort besuchten, werden die zahlreichen Hotels und Pensionen mittlerweile auch pauschal gebucht. Wie in vielen Ferienorten üblich findet man in Hafennähe eine Gastromeile, an der sich eine Taverne an die andere reiht, Nachtschwärmer haben die Wahl zwischen etlichen Bars und Diskotheken.

## Ortsbild und Strände
Anders als die meisten Feriensiedlungen an Kretas Nordküste bietet Agia Galini viel Atmosphäre mit engen, teils autofreien Gassen, die sich vom Hafenplatz den Küstenhang hinaufschlängeln. Vom Hafen führt ein Treppenweg  auf eine Klippe, auf der nach dem Mythos der Startplatz (Fluchtort) für den Flug von Daidalos und Ikaros gewesen sein soll. Heute steht dort vor einem neu erbauten Amphitheater mit Platz für 300 Personen (wird für kulturelle Veranstaltungen genutzt) ein Denkmal, das an die Flucht der mythologischen Figuren erinnern soll. Von dem heutigen Wahrzeichen hat man einen schönen Ausblick auf Hafen und Ort.
Der grobkiesige Ortstrand östlich des Hafens wird von der Flussmündung des Platis in zwei Hälften geteilt und durch eine Fußgängerbrücke verbunden. Unweit davon entfernt liegt einer der wenigen Campingplätze Kretas.
Weitere Möglichkeiten für Badeurlauber gibt es an der Küste westlich von Agia Galini an den Stränden von Agios Georgios und Agios Pavlos. Von Agios Pavlos kann auf einem Küstenpfad zu den bizarr ins Meer ragenden Kalksteinfelsen Triopetra gewandert werden, an denen ein etwa ein Kilometer langer, bislang nur wenig erschlossener Strand beginnt.

## Sehenswürdigkeiten in der Nähe
Agia Galini ist ein günstiger Ausgangspunkt für Ausflüge ins Umland. Vom Hafen aus verkehren in der Sommersaison Ausflugsboote zum Palmenstrand von Preveli und den vorgelagerten Paximadia-Inseln. Ins Hinterland besteht eine Busverbindung nach  Spili, auch der minoische Palast Phaistos (Festos), die Höhlen von Matala und die Bezirkshauptstadt Rethymno an der Nordküste können im Rahmen eines Tagesausflugs besucht werden.

## Wandermöglichkeiten
Für Wanderer naheliegend ist der östlich von Agia Galinis Hausstrand beginnende neue Küstenweg in den Nachbarort Kokkinos Pyrgos. Im Hinterland kann von Myxorrouma aus der „Kapellenweg“ erwandert werden. Ebenfalls schnell erreichbar sind die Rouvas-Schlucht oberhalb des Bergdorfes Zaros, die Schlucht Agiofarango südlich von Matala und die Kamares-Höhle an der Südabdachung des Psiloritis-Gebirges.

## Agia Galini in der Literatur
- Agia Galini ist der Schauplatz des Romans Der kretische Gast von Klaus Modick, der von der deutschen Besatzung Kretas im Zweiten Weltkrieg erzählt.
- In dem Krimi In Agia Galini wartet der Tod von Klaus Eckhardt kann der Handlung vor Ort auf Schritt und Tritt gefolgt werden.

## Galerie

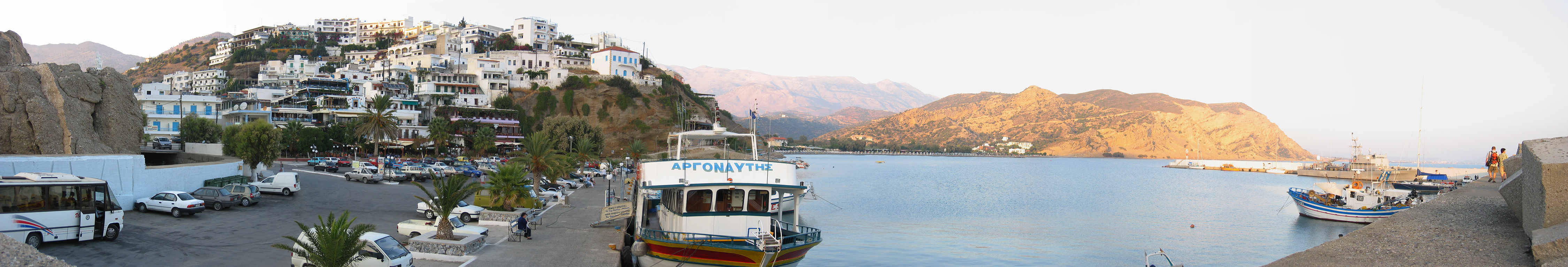
Agía Galíni, Panorama vom Hafen

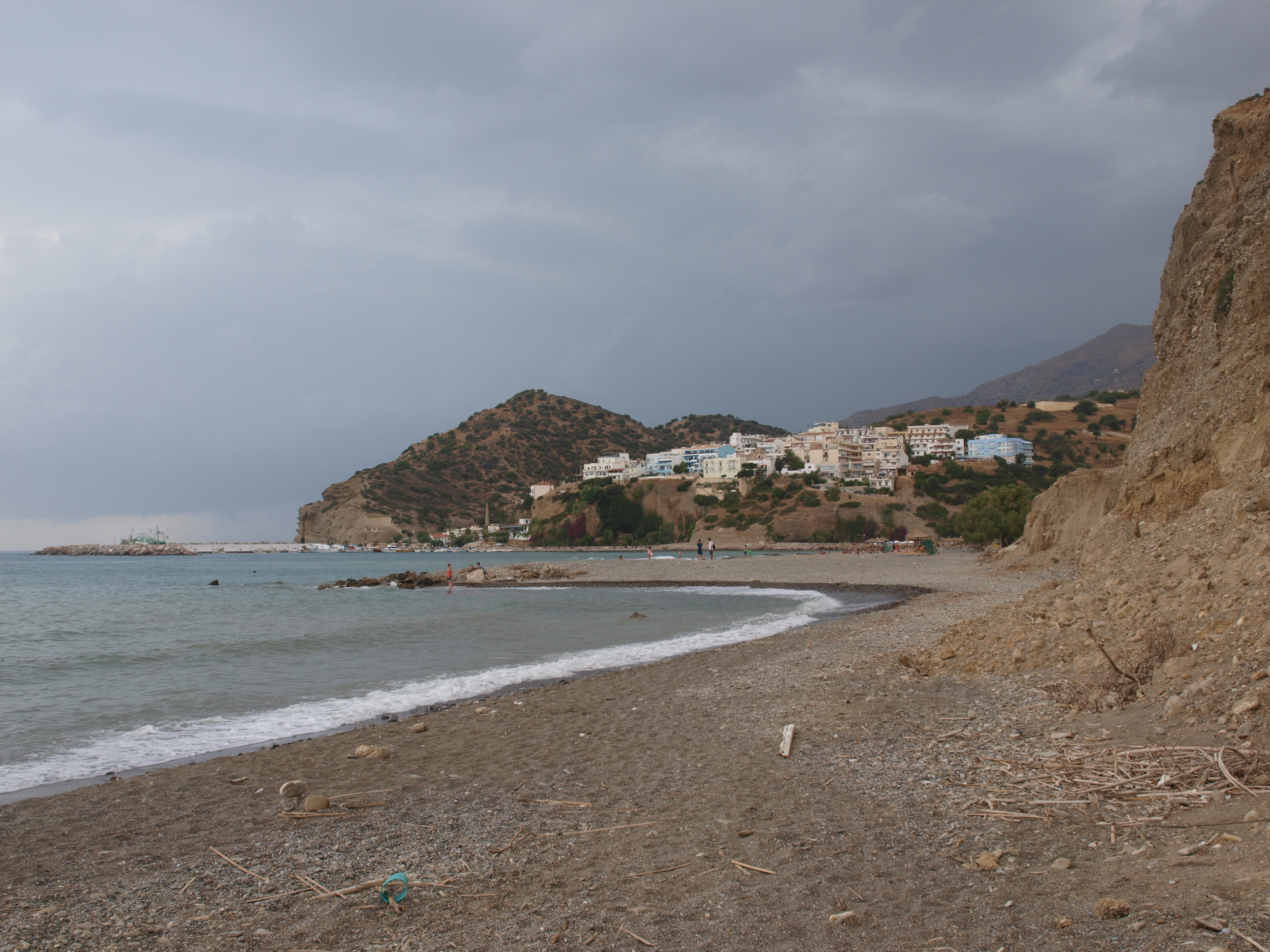
Agia Galini, von Osten aus gesehen
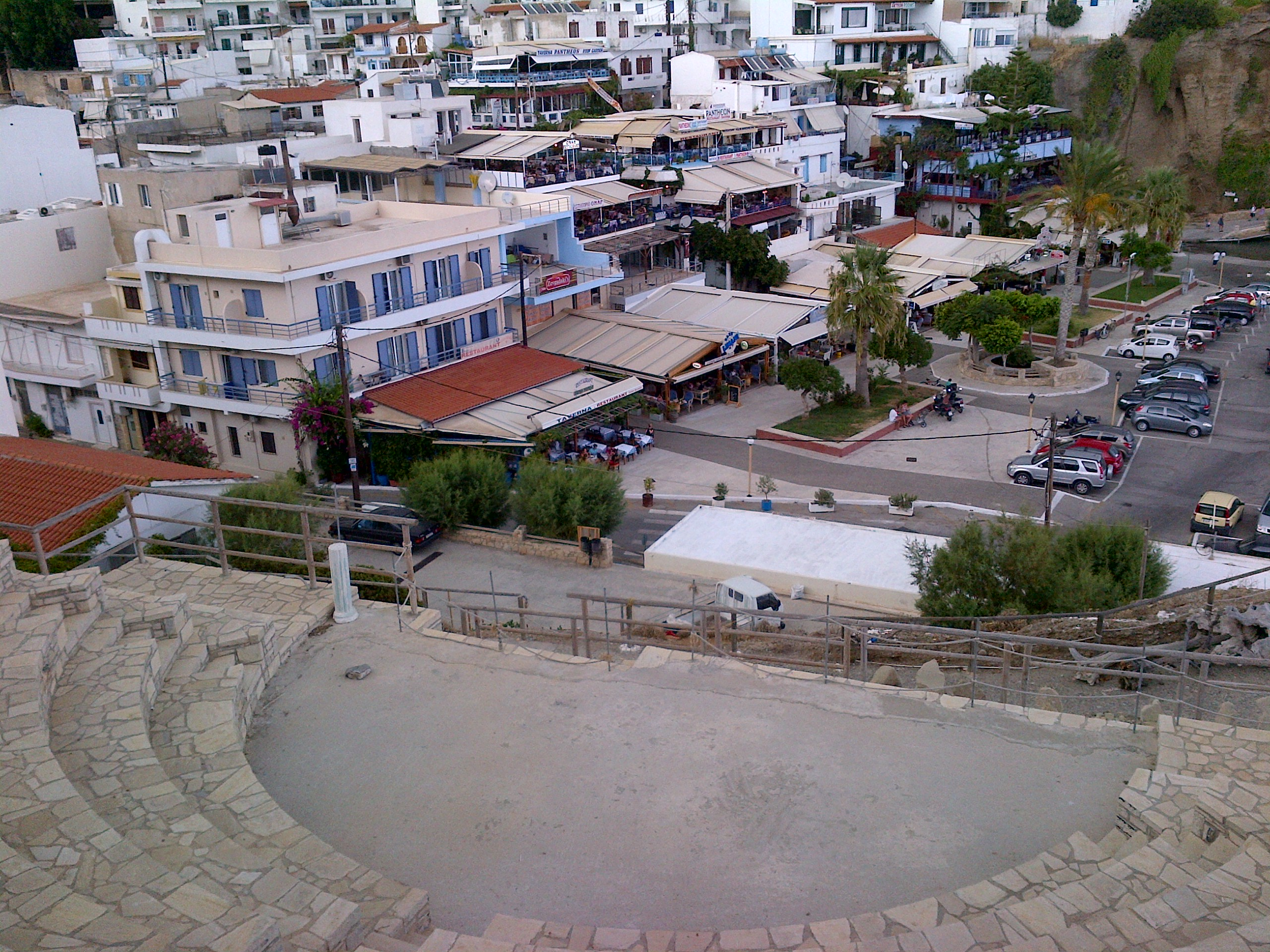
Restaurants im Hafen von Agia Galini
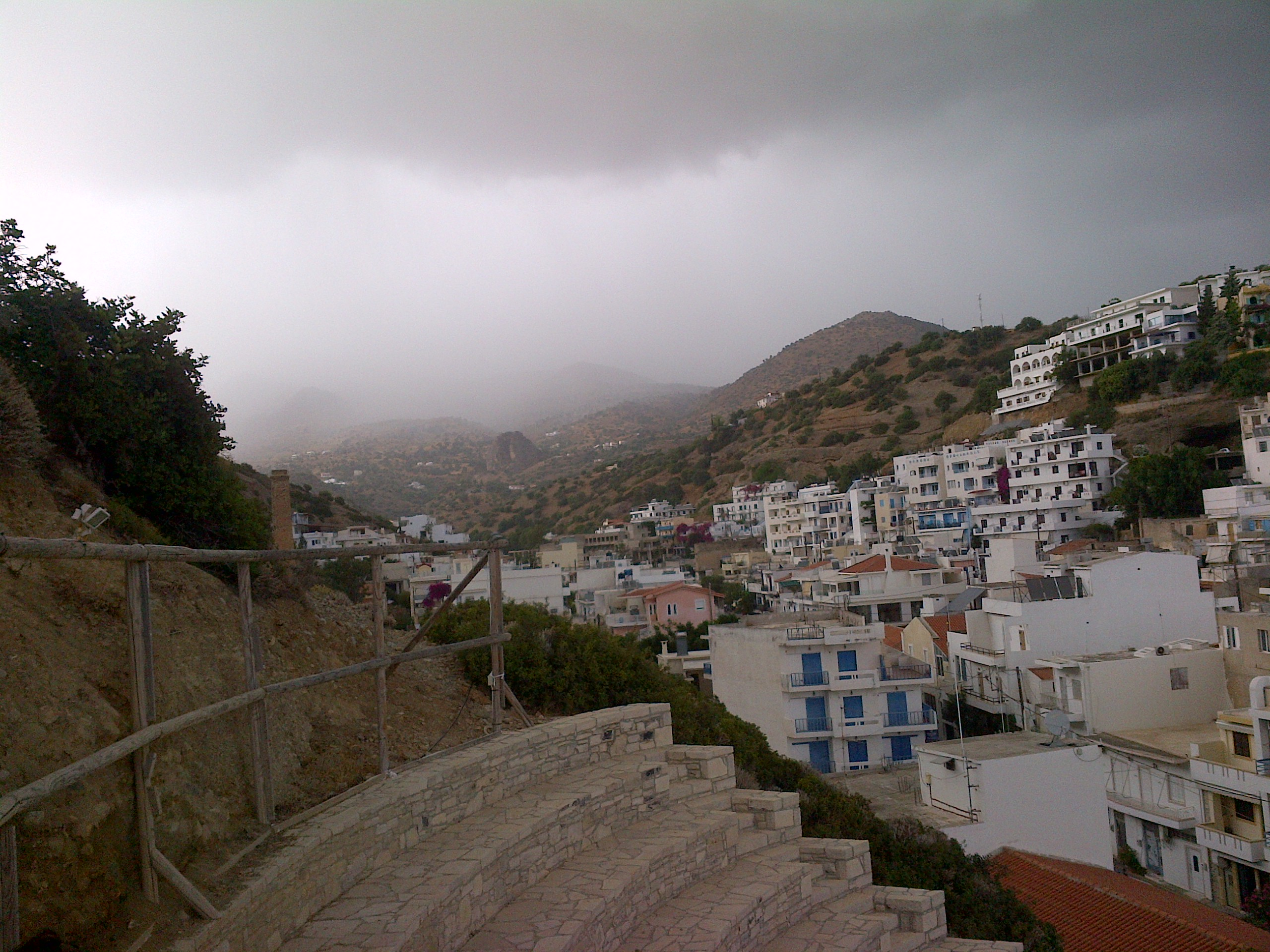
Agia Galini, von Westen aus gesehen